# Forgách József (kamarás)
Forgách József (ghymesi és gácsi gróf) (1756 – Szécsény, 1832. december 27.) császári és királyi kamarás.
Gróf Forgách Zsigmond és gróf Nádasdy Erzse fia volt. Munkái, amelyeket a Tudományos Gyűjtemény című lap számára küldött be, kéziratban maradtak, ma az Országos Széchényi Könyvtár őrzi őket:
V. István hitvese Erzsébet királyné fogságáról, Némely észrevételek III. Andrásról, IV. Béla okleveléről Dénes kir. lovászmester fia Dénes részére 1235.
Fennmaradt egy rövidebb írása Csörge levele Szécsén címmel, 1823. január 27-ei dátummal, ezt szintén a nemzeti könyvtár őrzi.